# گلد مانتین (کالیفرنیا)
گلد مانتین (به انگلیسی: Gold Mountain) یک منطقهٔ مسکونی در ایالات متحده آمریکا است که در شهرستان پلوماس، کالیفرنیا واقع شده‌است. گلد مانتین ۱۵٫۷۷۵ کیلومتر مربع مساحت و ۸۰ نفر جمعیت دارد و ۱٬۶۲۷٫۹۶ متر بالاتر از سطح دریا واقع شده‌است.